# Argeș Mall
Argeș Mall este cel mai mare centru comercial din județul Argeș și din regiunea Sud-Muntenia a României, situat în Pitești, pe Strada Tudor Vladimirescu. Inaugurat pe 25 aprilie 2024, mall-ul include magazine, restaurante și facilități pentru activități recreative.

## Descriere
Argeș Mall are o suprafață construită de peste 77.000 de metri pătrați, desfășurată pe două etaje, și oferă aproximativ 2.000 de locuri de parcare. Centrul comercial găzduiește peste 150 de magazine și insule comerciale, inclusiv branduri internaționale și naționale. Argeș Mall este amplasat strategic lângă râul Argeș, oferind vizitatorilor o priveliște plăcută și un mediu relaxant pentru cumpărături și petrecerea timpului liber. Argeș Mall include o varietate de magazine, restaurante și facilități recreative, fiind accesibil pentru diverse grupuri de vârstă și interese, oferind numeroase magazine, restaurante și facilități pentru agrement. 

## Facilități
Mall-ul include un hipermarket Carrefour modern, un loc de joacă de peste 600 de metri pătrați, o sală de sport de aproximativ 1.000 de metri pătrați, și o zonă generoasă de luat masa cu un design de tip grădină interioară, de peste 3.500 de metri pătrați și cu o capacitate de 900 de locuri. De asemenea, există o terasă exterioară cu peste 250 de locuri cu panoramă către Lacul Prundu.
În zona parcării, Argeș Mall dispune de o pistă de atletism, care oferă vizitatorilor posibilitatea de a desfășura activități fizice.

## Pasarela
Pe 18 aprilie 2024, a fost inaugurată o pasarelă auto-pietonală care traversează calea ferată, facilitând accesul între cartierul Tudor Vladimirescu și restul orașului Pitești. Pasarela are o lungime totală de 450 de metri și contribuie semnificativ la decongestionarea traficului din zonă. Construcția a fost realizată de Prime Kapital Development și a fost donată gratuit municipiului Pitești.

## Istoric
Construcția Argeș Mall a început pe 20 octombrie 2022, după ce Prime Kapital a propus un proiect de regenerare urbană prin reconversia unei zone industriale de aproximativ 13 hectare. Investiția totală a fost de aproximativ 102 milioane de euro, iar construcția mall-ului a creat aproximativ 1.400 de locuri de muncă în timpul realizării proiectului..
Înainte de construirea mall-ului, pe acest teren se afla o platformă industrială, care a fost dezafectată pentru a face loc noului centru comercial.
De asemenea, a fost necesară relocarea activităților industriale din vecinătatea zonei rezidențiale și a zonei protejate Lacul Prundu.
Proiectul pentru Argeș Mall a primit avizul Comisiei Tehnice de Amenajare a Teritoriului și Urbanism în cadrul unei ședințe din luna aprilie 2020. Planul urbanistic zonal și regulamentul local de urbanism pentru construcția mall-ului din zona Tudor Vladimirescu au fost aprobate în unanimitate, marcând un pas important în dezvoltarea centrului comercial.
Construcția mall-ului a fost aprobată pentru un teren de 131.827 metri pătrați. Proiectul a inclus și dezvoltarea infrastructurii adiacente, precum un sens giratoriu și un pasaj rutier care traversează calea ferată.
1. ↑  Arges Mall, Prime Kapital
2. ↑  Știri, Echipa Argeș (25 aprilie 2024), Argeș Mall și-a deschis oficial porțile, Argeș Știri
3. ↑  Grigorescu, Mihaela (18 aprilie 2024), Exclusiv! Primele imagini cu pasarela care leagă Argeș Mall de restul orașului, ePitești
4. ↑  admin (26 aprilie 2020), Planul de Urbanism Zonal al mall-ului de 80 de milioane de euro din Tudor Vladimirescu a fost avizat de noul arhitect al Piteștiului, Ruxandra Cruțescu, și aprobat de Comisia Tehnică de Amenajare a Teritoriului și Urbanism a Consiliului Local Pitești (în engleză), Ziarul de Arges